# القاهي (الرجم)

تعديل مصدري - تعديل

القاهي هي إحدى قرى عزلة بني البدي بمديرية الرجم التابعة لمحافظة المحويت، بلغ تعداد سكانها 519 نسمة حسب تعداد اليمن لعام 2004.